# Il ladro di bambini
Il ladro di bambini è un film del 1992 diretto da Gianni Amelio, vincitore del Grand Prix Speciale della Giuria al 45º Festival di Cannes.

## Trama
All'inizio del film viene descritto l'epilogo della vicenda di una famiglia di siciliani emigrati a Milano. La madre, senza marito, vive di lavori saltuari e non riesce a mantenere i due figli (Luciano, di nove anni, e Rosetta, undicenne). Per sbarcare il lunario, la donna ha indirizzato Rosetta alla prostituzione. Questa situazione perdura fino al giorno in cui intervengono le autorità. Dopo l'arresto della madre, i bambini sono destinati ad un istituto a Civitavecchia. Antonio, carabiniere calabrese, viene incaricato di accompagnarli in treno insieme a un suo collega, un tale Grignani. Costui, che avrebbe dovuto tradurre i bambini insieme a lui, scende invece a Bologna per incontrare una sua vecchia fiamma lasciando ad Antonio l'intera incombenza, che dovrebbe risolversi in una semplice formalità di un paio d'ore.
I due bambini mostrano subito una certa antipatia verso la divisa di Antonio, e le cose continuano a complicarsi, non solo per via dallo stato di salute di Luciano, sofferente di asma; infatti, l'istituto si rifiuta di ammettere i due bambini insistendo sul fatto che tra i documenti portati da Antonio manca un certificato medico di Rosetta: si tratta presumibilmente di una scusa della direzione per liberarsi di un caso ritenuto scomodo. Ad Antonio non resta che continuare il suo lavoro senza poter passare per le vie gerarchiche, dato che è costretto a coprire l'imboscamento del collega. Prima si ferma da due colleghi a Roma, poi i tre si dirigono quindi verso Gela, dove un secondo istituto dovrebbe ospitare Rosetta e Luciano.
Solo e privo del controllo della situazione, Antonio è costretto a improvvisare. Per una notte, i bambini dormono in pensione a sue spese; giunti in Calabria, trascorrono un giorno a casa della sorella del carabiniere, in concomitanza con un pranzo di Prima comunione di un loro parente. I bambini hanno l'occasione di distrarsi e socializzare con i coetanei, tranquillizzati dal fatto che Antonio li ha presentati come figli di un suo superiore. A un certo punto però la signora Papaleo, una giovane invitata bigotta e petulante, riconosce Rosetta da una foto vista su un giornale e va in giro a raccontare che la ragazzina ha un passato da prostituta. Rosetta subisce il colpo e inizia a sentire il peso di quella che sembra essere una macchia indelebile sulla sua vita. È in questi momenti difficili che tra i bambini ed il carabiniere inizia ad instaurarsi una certa intesa solidale, e lo stesso Antonio, dapprima rinchiuso nel suo dovere, prova compassione per il loro stato di rifiuti della società.
Dopo aver attraversato lo stretto di Messina i tre fanno conoscenza con due affabili turiste francesi, Nathalie e Martine. Presso il duomo di Noto, poi, uno scippatore strappa a Rosetta la macchina fotografica di una delle turiste. Antonio vede scappare il ladro e senza pensarci un attimo lo insegue. Dopo averlo raggiunto, riesce ad arrestarlo e a portarlo in caserma dalla polizia. Privo di esperienza e perfettamente in buona fede, non considera il fatto che dovrà anche rendere conto del lungo viaggio di tre giorni intrapreso con i piccoli senza avvertire il comando. Con parole dure e sprezzanti, il maresciallo lo rimbrotta rinfacciandogli il fatto che il suo comportamento sarebbe da considerarsi un sequestro di persona. I tre riprendono comunque il viaggio. Antonio è affranto, non soltanto per le conseguenze che potrebbe subire sotto il profilo legale, ma anche perché profondamente frustrato a causa del cattivo esito di una buona azione intrapresa per due bambini sfortunati. Giunti infine in prossimità dell'istituto, Antonio sentendo il pericolo di un colpo di sonno si ferma a dormire in auto in uno spiazzo. La vicenda si conclude alle prime luci dell'alba, quando i due fratelli restano seduti sul ciglio della strada in silenzio, in attesa del loro destino.

## Temi
L'esposizione degli eventi, ispirata a un fatto di cronaca, prosegue parallela alla dinamica del viaggio dei tre protagonisti, che percorre tutta l'Italia, ritraendola a partire da Milano a casa dei bambini per passare poi a Bologna, a Roma e attraverso la Calabria giungendo infine in Sicilia. Insieme al Paese, sono ritratti i tre protagonisti vittime di una società caratterizzata da corruzione e opportunismo. Anche dopo l’esposizione del dramma dei bambini, il cui rapporto con la madre è andato oramai allo sfascio, durante il viaggio la famiglia continua a essere mostrata come un'istituzione in crisi, un ambito in cui imperversano perbenismo e soprusi.
I personaggi si muovono in una società che nega ai bambini il diritto ad avere un’infanzia, in un Paese in cui la legalità ha un ruolo subordinato, malgrado i protagonisti spesso vengano sanzionati senza avere possibilità di scampo.
I tre sono continuamente scossi da conflitti reciproci e vengono ripetutamente a trovarsi in situazioni e paesaggi pervasi quasi sempre da squallore e provvisorietà. L'unica fonte di speranza è la capacità dei protagonisti di riuscire, nonostante gravi difficoltà, a stabilire una sorta di empatia all'interno del trio, una sorta di famiglia alternativa che, benché alla lunga utopica, concorre con quella originaria che è comunque andata in rovina.
I tratti dei caratteri dei tre vengono ripetutamente illustrati dalle espressioni facciali, ritratte in maniera prolungata in scene piuttosto silenziose. Queste ultime creano un chiaro contrasto con il rumore assordante che caratterizza molte altre sequenze.

## Incassi
Il ladro di bambini si classificò al 23º posto tra i primi 100 film di maggior incasso della stagione cinematografica italiana 1991-1992.

## Riconoscimenti
- 1992 - David di Donatello
  - Miglior film
  - Miglior regista a Gianni Amelio
  - Miglior produttore ad Angelo Rizzoli
  - Miglior colonna sonora a Franco Piersanti
  - Miglior montaggio a Simona Paggi
  - David speciale a Valentina Scalici
  - David speciale a Giuseppe Ieracitano
  - Nomination Migliore sceneggiatura a Gianni Amelio, Sandro Petraglia, Stefano Rulli
  - Nomination Migliore attore protagonista a Enrico Lo Verso
  - Nomination Migliore fotografia a Tonino Nardi e Renato Tafuri
  - Nomination Migliore scenografia ad Andrea Crisanti
  - Nomination Migliori costumi a Gianna Gissi
  - Nomination Migliore sonoro in presa diretta ad Alessandro Zanon
- 1993 - Nastro d'argento
  - Regista del miglior film a Gianni Amelio
  - Migliore sceneggiatura a Gianni Amelio, Sandro Petraglia, Stefano Rulli
  - Migliore produttore ad Angelo Rizzoli
  - Nomination Miglior attore protagonista a Enrico Lo Verso

- 1992 - Festival di Cannes
  - Grand Prix Speciale della Giuria a Gianni Amelio
  - Premio della giuria ecumenica a Gianni Amelio
  - Nomination Palma d'oro a Gianni Amelio
- 1992 - European Film Awards
  - Miglior film a Gianni Amelio
  - Nomination Miglior attore a Enrico Lo Verso
- 1992 - Globo d'oro
  - Nomination Miglior film a Gianni Amelio
  - Nomination Miglior attore a Enrico Lo Verso
- 1993 - Ciak d'oro
  - Miglior film a Gianni Amelio[11]
  - Miglior regista a Gianni Amelio[11]
  - Migliore sceneggiatura a Gianni Amelio, Sandro Petraglia, Stefano Rulli[11]
  - Migliore sonoro in presa diretta ad Alessandro Zanon[11]
  - Miglior colonna sonora a Franco Piersanti[11]

## Cast
In origine Amelio aveva scelto Antonio Banderas per il ruolo del carabiniere Antonio, per poi ripensarci ed affidare la parte all'attore che avrebbe dovuto doppiare Banderas, ovvero Enrico Lo Verso.
Tra i candidati del ruolo c’era Massimo Troisi. Aveva chiamato il regista, dicendo che aveva letto il copione e che voleva farlo. Amelio decise di adattare il copione al suo personaggio ma Cecchi Gori, con il quale Troisi aveva un contratto, glielo vietò perché voleva da lui il film di Natale e non un film impegnato.